# チャンググ県
チャンググ県（Province de Cyangugu）はルワンダを構成していた12の県のうちの一つ。2006年に、ルワンダの地方行政区分が再編され、西部州に編入された。ルワンダ南西部、キブ湖の南部に位置していた。中心都市はチャンググ。